# Битва на річці Гранік
Битва на річці Гранік відбулася травні 334 року до н. е. та була першою з трьох великих битв між Александром Македонським і перською імперією Ахеменідів. Битва відбулася на дорозі з Абіда в Даскілій, на перехресті через Гранік в районі Троади, який тепер називається річкою Бігачай в Туреччині. У битві Александр розбив польову армію перських сатрапів Малої Азії, яка захищала переправу через річку. Після цієї битви перси були змушені оборонятися в містах, які залишилися під їхнім контролем у регіоні.

## Передісторія

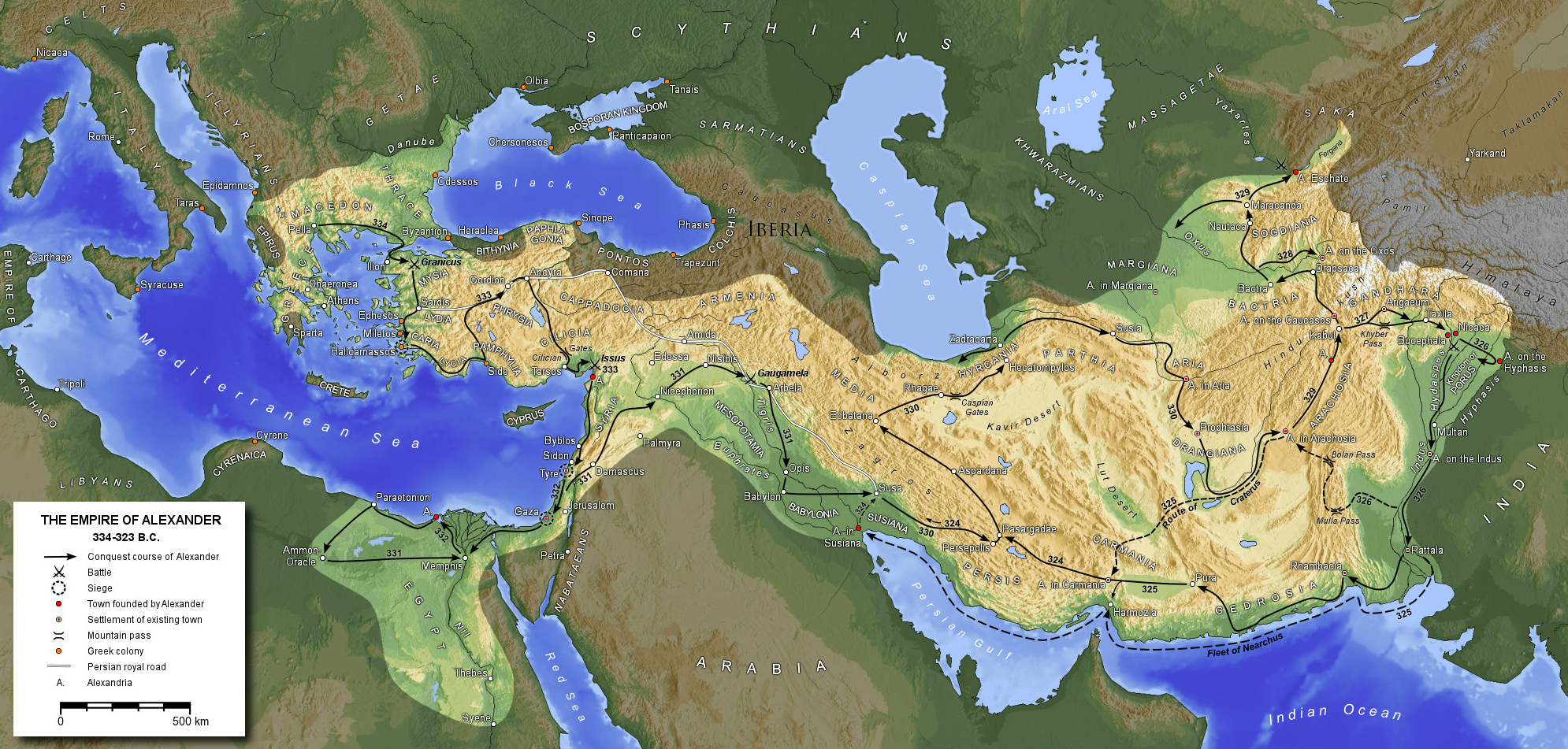
Місце битви на карті імперії Александра

Після перемоги в битві при Херонеї в 337 році до н. е. цар Філіпп II Македонський примусив більшість грецьких держав до військового договору — Коринфського союзу. Його метою було розпочати війну з перською імперією Ахеменідів, щоб помститися за друге перське вторгнення до Греції в 480 році до нашої ери. Він зміг переконати інші грецькі держави обрати його лідером Ліги і почав готуватися до війни.
У той же час імперія Ахеменідів переживала кризу після вбивства її царя Артаксеркса III у 338 році до н. е. Важливим наслідком цього було те, що Єгипет знову відокремився від імперії. У той час у Малій Азії не було великої перської армії, і перський флот не очікувався найближчим часом в Егейському морі. Філіпп, швидше за все, хотів використати хаос в імперії, але не зміг розпочати широкомасштабне вторгнення в Малу Азію, оскільки вся його армія ще не була готова. З цієї причини він, ймовірно, послав меншу частину свого війська, яку можна було розгорнути. Навесні 336 р. до н.е. він наказав македонському експедиційному корпусу з кількох тисяч солдатів висадитися на західному узбережжі Малої Азії. Ймовірна місія цього авангарду полягала в тому, щоб завоювати якомога більше території або принаймні створити плацдарм на азійському боці Геллеспонту, щоб пізніше полегшити переправу основної армії .
Авангард, швидше за все, очолював Парменіон, найкращий полководець Філіппа, а Аттал був другим командувачем. Спочатку кампанія була успішною, багато грецьких міст Західної Малої Азії мирно здалися македонцям. Наприкінці 336 року до н. е. все змінилося. Філіпп був убитий, швидше за все, в жовтні 336 року до н. е. Наступником Філіппа став його син Александр III, якому довелося спочатку придушити кілька повстань на Балканах і в Греції, щоб відновити македонську владу. Це відволікало його від операцій у Малій Азії. Тим часом Дарій III став новим великим царем імперії Ахеменідів, приблизно восени 336 року до н. е. Йому вдалося стабілізувати імперію і розпочати контрнаступ проти македонського експедиційного корпусу.
Дарій віддав пріоритет придушенню єгипетського повстання, яке, ймовірно, відбувалося з кінця 336 р. до н. е. до лютого 335 р. до н. е. Коли це було зроблено, він послав Мемнона з Родосу до Малої Азії на чолі сил грецьких найманців, які воювали як гопліти. Мемнон переміг македонське військо або в Магнезії-ад-Сіпілум, або в Магнесії-на-Меандрі, ймовірно, ранньою весною 335 р. до н. е. Пізніше того ж року інше македонське військо зазнало поразки від перської армії в Троаді, можливо, під командуванням одного або кількох перських сатрапів. До кінця 335 р. до н. е. більшість грецьких міст було відновлено під контролем Персії, а експедиційний корпус зберіг лише Абідус і, можливо, Ретеум.

## Вторгнення

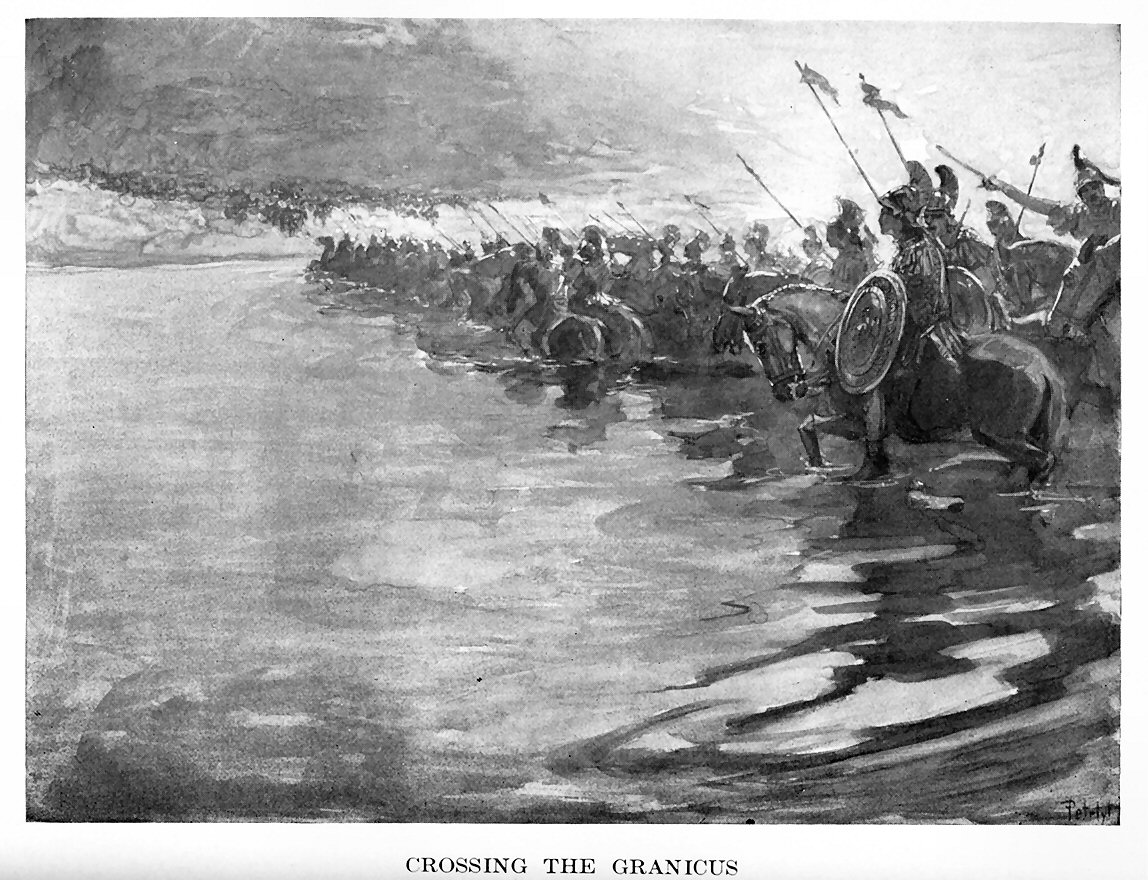
Кіннота перетинає річку в битві при Граніку

334 року до н. е. зібрана царем Македонії Александром Великим армія переправилась на галерах через протоку Геллеспонт і висадилась на заході Малої Азії, тим самим розпочавши вторгнення на територію Персії. Вторгнення македонців виявилося для персів повною несподіванкою, адже після укладання в 386 до н. е. Антаклідового миру, який повертав Персії втрачені під час Греко-перських воєн території Малої Азії, греки не претендували на перські володіння.
На перській військовій раді пропозицію полководця-грека Мемнона, який перебував на службі царя Персії — заманити Александра углиб материка, знищуючи залишені області, і водночас розпочати бойові дії в Греції — було рішуче відкинуто. Малоазійські сатрапи не бажали, щоб ворог спустошував їхні володіння, через це вирішили дати Александру бій негайно. Перське військо вишикувало оборону при «воротах у Азію» — річки Гранік, щоб вступити в бій на переправі. З точки зору їхньої стратегії, це була дуже вигідна позиція, за якої кавалерія Александра не зможе атакувати, а фаланга безсумнівно розсіє ряди. Побачивши перську дислокацію, полководці Александра розгубилися. Їх лякала глибина річки, схили і крутизна протилежного берега, який потрібно було брати боєм. Невдала перша атака могла вирішити долю всієї битви, але не слухаючи застереження полководців, Александр першим кинувся в річку.

## Хід битви

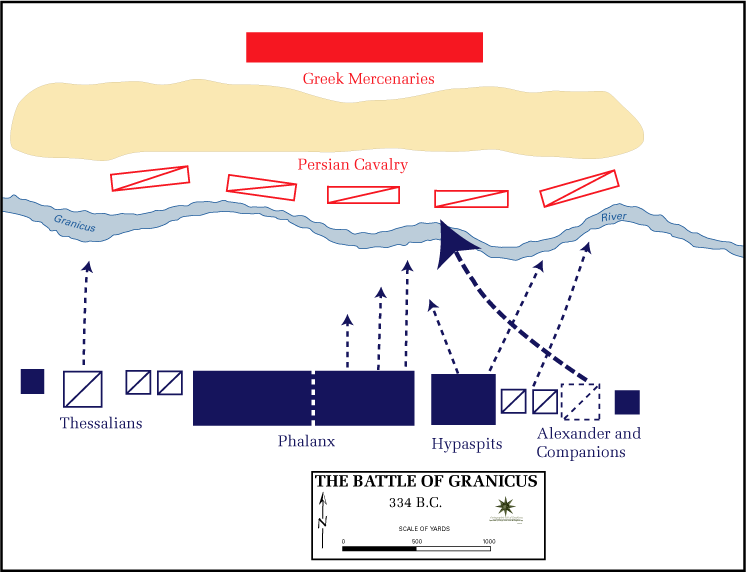
Карта бою

Історик Н. Хаммонд назвав битву на річці Гранік однією з найбільш загадкових битв в історії з трьох причин — різночитання деталей в античних джерелах, необґрунтованість маневрів та диспозиції сторін, а також невідповідність опису місця битви сучасним характеристикам берегової лінії річки Гранік. Це призводить до появи різних інтерпретацій деталей битви у наукових статтях. Як би там не було, історики виділяють у битві при Граніку три окремі фази: невдалу атаку авангарду македонян, подальшу битву з перською кіннотою, яка почалася з маневру Александра, а потім знищення піхоти найманців.
Першими в бій вступили загони кавалерії з іл Сократа та Амінти на правому фланзі, які зазнали втрат і відступили. Тоді річку форсував сам Александр зі своїми гетайрами у супроводі загонів легкої піхоти, після чого в бій пішла піхота. Александр постарався вклинитися між лівим флангом та центром персів. Поява на полі битви македонського царя зробила бій ще більш запеклим. Загибель або взяття в полон Александра могли раптово закінчити війну. Тому перси вчинили необережність і кинулися назустріч гетайрам, чим припустилися фатальної для себе помилки. Вони не лише втратили маневреність, а й не врахували переваг македонян у ближньому бою. Криві шаблі персів було неможливо пробити міцні панцирі воїнів противника. Туди, де у стані перської кінноти виникала пролом, прямували фалангити, які наносили удари не тільки по вершниках, а й по конях.

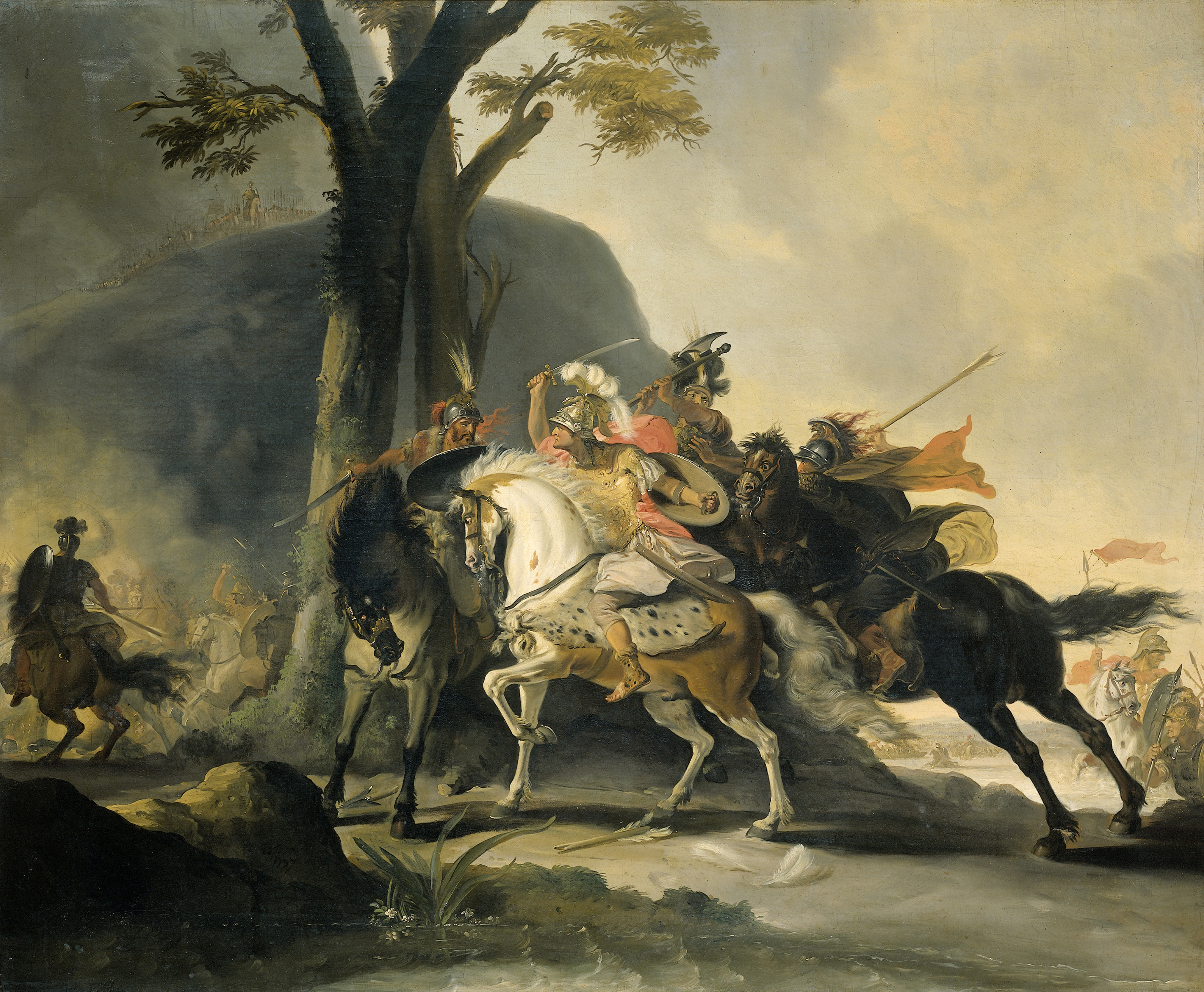
Александр Македонський у битві проти персів при Граніку. Корнеліс Труст, 1737.

Під час битви мало не загинув і сам Александр. Античні джерела наводять кілька версій події. Найбільш яскраво описав історію Плутарх, який запозичив інформацію у історика Хареса. Під час битви на Александра одночасно кинулися два перські воєначальники Спіфрідат і Ресак. Спіфридат ударом шаблі зрізав гребінь із пір'ям із шолома Александра. Він готувався завдати другого удару, коли був убитий списом командира царської агеми (елітного ескадрону гетайрів, що завжди знаходився біля царя під час битв) Клітом. У Квінта Курція Руфа, Кліт відрубав руку Ресаку, коли він готувався вбити Александра. У Арріана Кліт відтяв руку Спіфрідата, який перебував позаду Александра і заніс кинджал. Діодор Сіцилійський писав, що Ресак першим ударом приголомшив Александра. Коли він другим ударом збирався вбити царя, Кліт відрубав персу руку. Достовірність та точність передачі деталей битви піддається сумніву. Очевидно, першоджерелом стала праця літописця при армії Александра Каллісфена.
Зрештою запеклі атаки македонян зламали опір перської кінноти. Першими здригнулися перси на «александровому» фланзі, потім у центрі та на правому фланзі. Піхота розташовувалася на височини у другій лінії і не брала участі у битві перської кінноти. Грецька наймана піхота на боці персів була оточена та знищена. Таким чином македоняни змогли розбити військо противника частинами. З 20 тисяч грецьких найманців у полон було взято лише дві тисячі воїнів, яких згодом відправили на каторжні роботи. Таку долю полонених історики пов'язують із ставленням Александра та македонян до греків на службі у персів як до зрадників та зрадників загальноеллінської справи.
Втрати македонян, згідно з античними джерелами, були незначними. Арріан пише про 25 гетайрів, понад 60 вершників і близько 30 фалангітів; Юстин - про дев'ять піхотинців і 120 вершників; Плутарх із відсиланням до Арістобула — про 34 воїнів, з яких дев'ять були піхотинцями. Також під Александром було вбито коня. Втрати персів були незрівнянно більшими. Відповідно до Арріана вони становили тисячу вершників і майже всю піхоту (дві тисячі воїнів якої потрапили у полон); Діодора Сицилійського - більше десяти тисяч піхоти, не менше двох тисяч вершників і більше двадцяти тисяч полонених; Плутарха - двадцять тисяч піхотинців і дві тисячі п'ятсот вершників. Марк Юніан Юстин охарактеризував втрати персів просто як «безліч». Крім кількості персів античні джерела наводять імена багатьох загиблих воєначальників - Ніфат, Петін, Спіфрідат, Мітробузан, Мітрідат, Арбупал, Ресак, Фарнак і Омар. Діодор Сицилійський серед інших «поховав» у битві при Граніку Атизія, якого, згідно з тим самим автором, повторно вбили у 333 році до н. е. Арсит, якого вважали винуватцем поразки, втік, після чого наклав на себе руки. М. В. Нечитайлов вважає, що втрати персів не були величезними, а становили лише дев'яту частину всього особового складу. Після короткочасного опору кіннота втекла, після чого загинула, або була взята в полон, вся наймана грецька піхота.

## Цар без страху і докору
Після втечі з поля бою перської армії лише один загін і не виказував супротиву, і не відступав. Це були найманці-греки, готові здатися за умови, що Александр пообіцяє їм помилування. Однак, кавалерія царя оточила найманців, щоб ніхто не прорвався, і розгніваний полководець першим кинувся на зрадників. Вони були порубані. Ця сутичка призвела до найбільших втрат серед македонців, оскільки битись довелось з людьми, які стояли на смерть. Тих греків, що залишилися живими, Александр закував в кайдани і відправив в рабство в Македонію. Він пояснив, що найманці образили еллінів, б'ючись на стороні варварів. Небезпечному супротивнику — полководцю Мемнону дивом вдалося вислизнути. Битва на річці Гранік закінчилась абсолютною перемогою македонського війська. Героїчна поведінка Александра стала прекрасним прикладом для його людей, які вручили йому після битви вінок за мужність. Втрати з обох сторін були порівняно невеликими: у македонців загинуло 85 вершників (з них 25 гетайрів) і 30 піхотинців, а у персів, не рахуючи винищених грецьких найманців, біля тисячі воїнів. Александр наказав скульпторам виготовити бронзові статуї загиблих бойових товаришів і встановити їх в царському палаці в Македонії.
Після поразки перських сатрапів Лідія (велика область в центрі Малої Азії) і Фригія на Геллеспонті (на північному заході Малої Азії) підкорилися Александру. В них сатрапами було поставлено Асандра, сина Філоти, і Антигона. Міста уздовж узбережжя Егейського моря одне за одним стали відпадати від персів. Опір македонцям надали тільки приморські міста Мілет і Галікарнас, де розгорнулися чергові битви Александра Великого.

### Дослідження
Devine A. M. Demythologizing the Battle of the Granicus. — Phoenix. — Classical Association of Canada, 1986. — Т. 40.